# Сосновоборский район
Сосновобо́рский райо́н — административно-территориальная единица (район) и муниципальное образование (муниципальный район) в Пензенской области России.
Административный центр — рабочий посёлок Сосновоборск.

## География
Район занимает территорию 1567 км², находится в восточной части области. Граничит на юге с Кузнецким районом, на западе — с Городищенским районом, на севере с Никольским районом Пензенской области, на востоке — с Ульяновской областью.

## История
Район образован 16 июля 1928 года под названием Литвинский в составе Кузнецкого округа Средне-Волжской области.
С 1929 года район в составе Средневолжского (Куйбышевского) края, с 1936 года — в Куйбышевской области.
4 февраля 1939 года район передан в состав вновь образованной Пензенской области.
17 февраля 1940 года рабочий посёлок Литвино переименован в Сосновоборск, а район — в Сосновоборский.
В 1963—1965 годах район был упразднён, его территория входила в состав Городищенского района.
В соответствии с Законом Пензенской области от 2 ноября 2004 года № 690-ЗПО в районе образовано 1 городское и 13 сельских поселений (сельсоветов), установлены границы муниципальных образований.

## Население
| 1939    | 1959    | 1970    | 1979    | 1989    | 2002    | 2009    |
| ------- | ------- | ------- | ------- | ------- | ------- | ------- |
| 41 615  | ↘38 828 | ↘37 005 | ↘29 686 | ↘23 930 | ↘20 510 | ↘17 724 |
| 2010    | 2011    | 2012    | 2013    | 2014    | 2015    | 2016    |
| ↘17 242 | ↘17 157 | ↘16 784 | ↘16 288 | ↘16 075 | ↘15 809 | ↘15 441 |
| 2017    | 2018    | 2021    |         |         |         |         |
| ↘15 186 | ↘14 886 | ↘14 152 |         |         |         |         |

### Урбанизация
В городских условиях (рабочий посёлок Сосновоборск) проживают 41,3 % населения района.

### Национальный состав
Русские — 42,5 %, мордва — 28,5 %, татары — 28 %, другие национальности — 1 %.

## Административное деление
В Сосновоборский район как административно-территориальное образование входят 1 рабочий посёлок (пгт) и 9 сельсоветов.
В муниципальный район входят 10 муниципальных образований, в том числе 1 городское поселение и 9 сельских поселений
| №        | Муниципальное образование     | Административный центр       | Количество населённых пунктов | Население | Площадь, км2 |
| -------- | ----------------------------- | ---------------------------- | ----------------------------- | --------- | ------------ |
| 1e-06    | Городское поселение:          |                              |                               |           |              |
| 1        | рабочий посёлок Сосновоборск  | рабочий посёлок Сосновоборск | 1                             | ↘5845     | 13,65        |
| 1.000002 | Сельские поселения:           |                              |                               |           |              |
| 2        | Вачелайский сельсовет         | село Вачелай                 | 7                             | ↘1335     | 85,23        |
| 3        | Вязовский сельсовет           | село Вязовка                 | 2                             | ↘200      | 79,49        |
| 4        | Еремеевский сельсовет         | село Кряжимское              | 3                             | ↘205      | 87,29        |
| 5        | Индерский сельсовет           | село Индерка                 | 2                             | ↘3614     | 142,04       |
| 6        | Маркинский сельсовет          | село Маркино                 | 3                             | ↘364      | 143,95       |
| 7        | Нижнекатмисский сельсовет     | село Нижний Катмис           | 6                             | ↘548      | 53,38        |
| 8        | Николо-Барнуковский сельсовет | село Николо-Барнуки          | 9                             | ↘1038     | 126,09       |
| 9        | Пичилейский сельсовет         | село Пичилейка               | 4                             | ↘350      | 126,04       |
| 10       | Шугуровский сельсовет         | село Шугурово                | 7                             | ↘653      | 216,58       |

Законом Пензенской области от 4 апреля 2017 года № 3027-ЗПО были преобразованы, путём их объединения, сельские поселения:
- Вачелайский и Нижнемывальский сельсоветы в Вачелайский сельсовет с административным центром в селе Вачелай;
- Нижнекатмисский и Нижнелиповский сельсоветы в Нижнекатмисский сельсовет с административным центром в селе Нижний Катмис;
- Николо-Барнуковский и Малосадовский сельсоветы в Николо-Барнуковский сельсовет с административным центром в селе Николо-Барнуки;
- Шугуровский и Русско-Качимский сельсоветы в Шугуровский сельсовет с административным центром в селе Шугурово.

### Населённые пункты
В Сосновоборском районе 44 населённых пункта.
| №  | Населённый пункт   | Тип              | Население | Муниципальное образование     |
| -- | ------------------ | ---------------- | --------- | ----------------------------- |
| 1  | Альмяшевка         | село             | ↘137      | Нижнекатмисский сельсовет     |
| 2  | Архангельское      | село             | ↘103      | Николо-Барнуковский сельсовет |
| 3  | Бартеньевка        | деревня          | 3         | Вачелайский сельсовет         |
| 4  | Вачелай            | село             | ↘460      | Вачелайский сельсовет         |
| 5  | Верхний Катмис     | село             | ↘48       | Пичилейский сельсовет         |
| 6  | Верхний Мывал      | село             | ↘0        | Вачелайский сельсовет         |
| 7  | Водолей            | село             | ↘103      | Нижнекатмисский сельсовет     |
| 8  | Вязовка            | село             | ↘281      | Вязовский сельсовет           |
| 9  | Дом Отдыха         | населённый пункт | 12        | Нижнекатмисский сельсовет     |
| 10 | Ёга                | село             | ↘224      | Пичилейский сельсовет         |
| 11 | Еремеевка          | село             | ↘0        | Еремеевский сельсовет         |
| 12 | Захаровка          | деревня          | 24        | Пичилейский сельсовет         |
| 13 | Индерка            | село             | ↘3607     | Индерский сельсовет           |
| 14 | Карауловка         | деревня          | 23        | Вачелайский сельсовет         |
| 15 | Кардафлей          | село             | ↘94       | Вязовский сельсовет           |
| 16 | Козловка           | деревня          | 14        | Николо-Барнуковский сельсовет |
| 17 | Кряжимское         | село             | ↘262      | Еремеевский сельсовет         |
| 18 | Малая Садовка      | село             | ↘132      | Николо-Барнуковский сельсовет |
| 19 | Маркино            | село             | ↘358      | Маркинский сельсовет          |
| 20 | Маркинские Выселки | деревня          | 5         | Маркинский сельсовет          |
| 21 | Мордовский Качим   | село             | ↘89       | Шугуровский сельсовет         |
| 22 | Нижний Катмис      | село             | ↘386      | Нижнекатмисский сельсовет     |
| 23 | Нижний Мывал       | село             | ↘433      | Вачелайский сельсовет         |
| 24 | Нижняя Липовка     | село             | ↘192      | Нижнекатмисский сельсовет     |
| 25 | Николо-Барнуки     | село             | ↘501      | Николо-Барнуковский сельсовет |
| 26 | Новополянское      | село             | ↘63       | Шугуровский сельсовет         |
| 27 | Озерки             | село             | ↘94       | Николо-Барнуковский сельсовет |
| 28 | Пичилейка          | село             | ↘199      | Пичилейский сельсовет         |
| 29 | Русский Качим      | село             | ↘212      | Шугуровский сельсовет         |
| 30 | Русское Труево     | село             | ↘7        | Индерский сельсовет           |
| 31 | Ручим              | деревня          | 3         | Николо-Барнуковский сельсовет |
| 32 | Садом-Глядовка     | деревня          | 6         | Николо-Барнуковский сельсовет |
| 33 | Сосновка           | деревня          | 29        | Шугуровский сельсовет         |
| 34 | Сосновоборск       | рабочий посёлок  | ↘5845     | рабочий посёлок Сосновоборск  |
| 35 | Средняя Липовка    | деревня          | 30        | Нижнекатмисский сельсовет     |
| 36 | Сыресево           | село             | ↘0        | Шугуровский сельсовет         |
| 37 | Сюзюмское          | село             | ↘409      | Николо-Барнуковский сельсовет |
| 38 | Татарский Сыромяс  | село             | ↘172      | Маркинский сельсовет          |
| 39 | Тёплый Ключ        | деревня          | 15        | Еремеевский сельсовет         |
| 40 | Тешнярь            | село             | ↘777      | Вачелайский сельсовет         |
| 41 | Топоровка          | село             | ↘54       | Вачелайский сельсовет         |
| 42 | Шкудим             | село             | ↘222      | Шугуровский сельсовет         |
| 43 | Шугурово           | село             | ↘420      | Шугуровский сельсовет         |
| 44 | Щукино             | село             | ↘91       | Николо-Барнуковский сельсовет |

### Упразднённые населённые пункты
В октябре 2011 года из учётных данных были исключены: посёлок Первое Мая Вязовского сельсовета, сёла Балук и Большая Садовка, а также деревня Карачевка Малосадовского сельсовета, посёлок Красный Городок Пичилейского сельсовета.
В декабре 2015 года деревня Соляновка Еремеевского сельсовета исключена из учётных данных административно-территориального устройства Пензенской области как населённый пункт фактически прекративший своё существование, в котором отсутствуют официально зарегистрированные жители.

## Транспорт
Ближайшая железнодорожная станция — Сюзюм.

## Известные уроженцы Сосновоборского района
- Елизаров Александр Матвеевич (7 марта 1952, деревня Вязовка, Сосновоборский район, Пензенская область) — советский биатлонист, заслуженный мастер спорта СССР (1976). На зимних Олимпийских играх 1976 года в Инсбруке стал олимпийским чемпионом в эстафете и бронзовым призёром в индивидуальной гонке на 20 км. Чемпион мира 1977 года в эстафете. Чемпион СССР 1973 и 1975.
- Маркин, Николай Григорьевич — участник Гражданской войны, организатор Волжской военной флотилии, комиссар.